# Cornus hemsleyi
Cornus hemsleyi är en kornellväxtart som beskrevs av C. K. Schneider och Wangerin. Cornus hemsleyi ingår i släktet korneller, och familjen kornellväxter. Inga underarter finns listade i Catalogue of Life.

## Bildgalleri

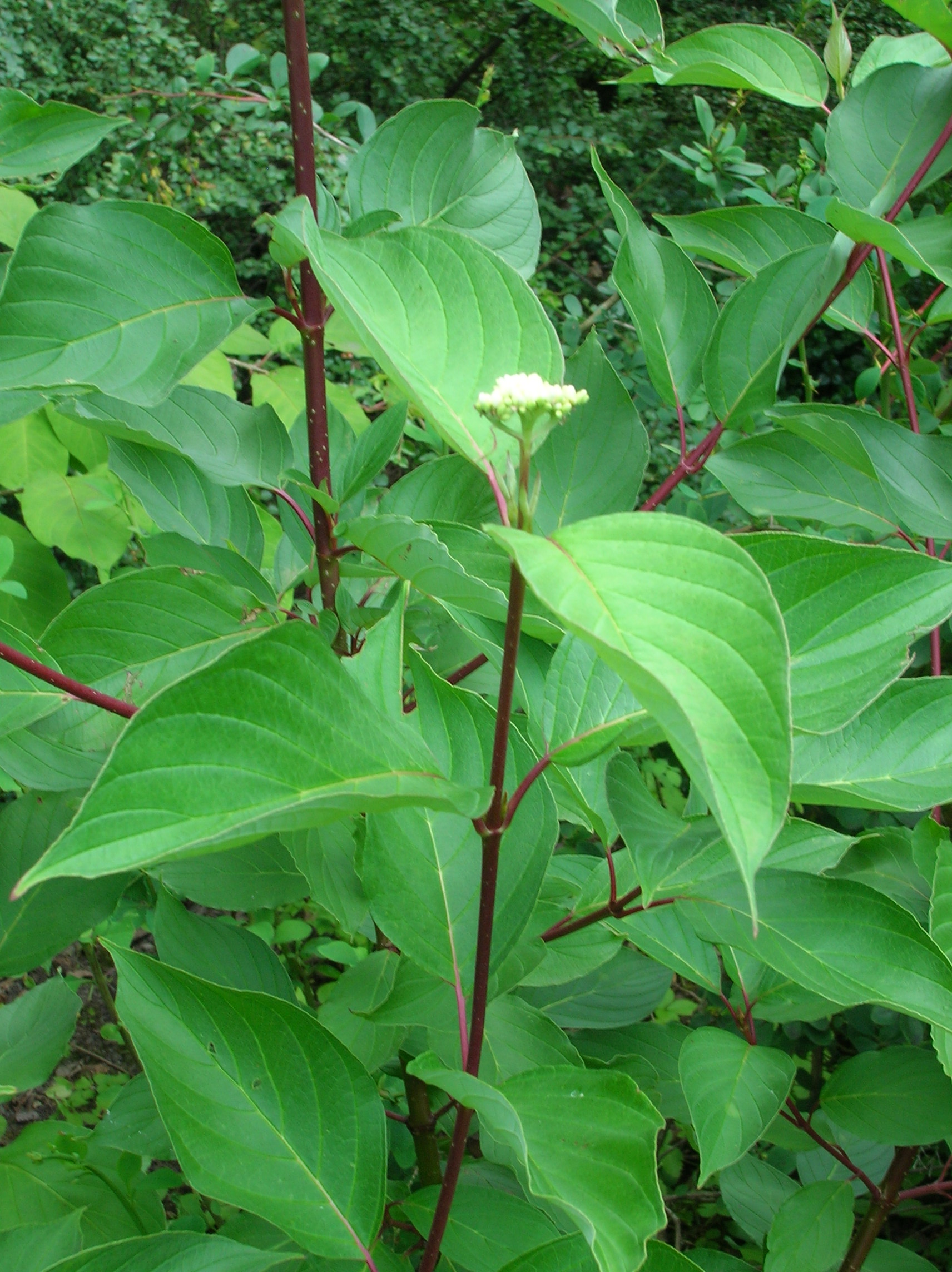
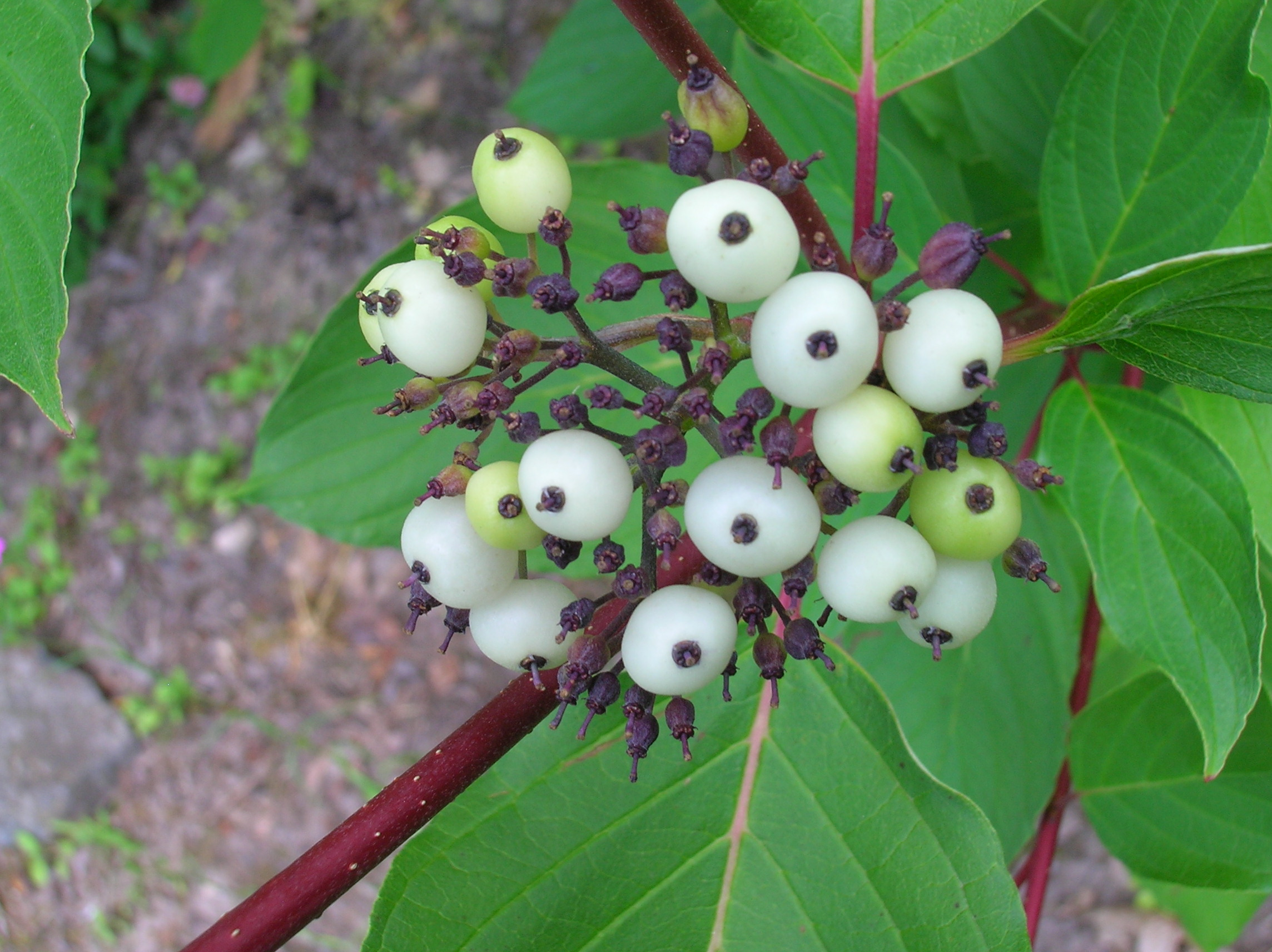
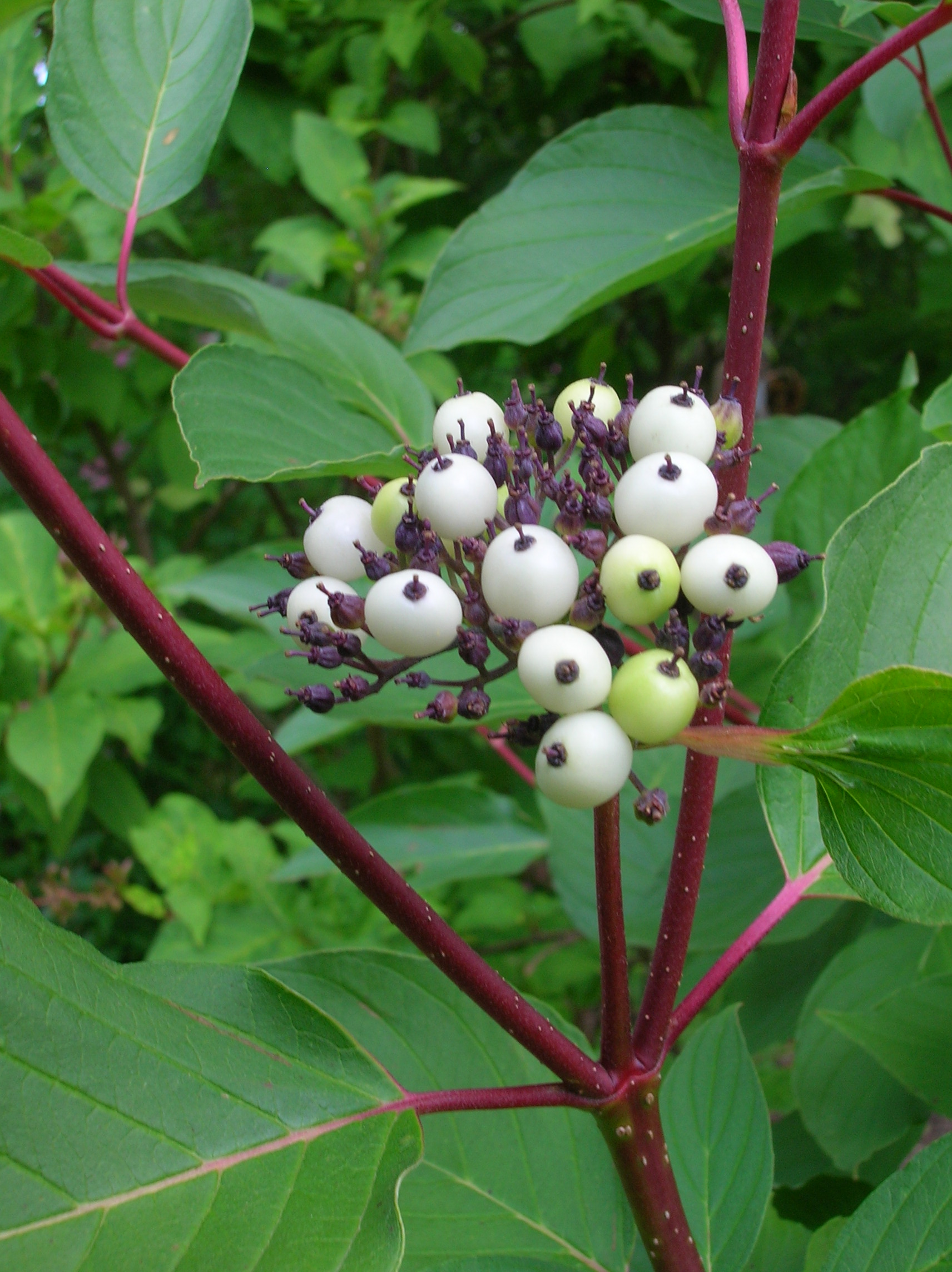